# Asyprocessa wapi
Asyprocessa wapi là một loài bướm đêm thuộc họ Erebidae. Nó được tìm thấy ở miền nam Lào.
Sải cánh dài khoảng 9 mm. 